# Фосфат бора
Фосфат бора — неорганическое соединение, соль бора и ортофосфорной кислоты. Твёрдое белое вещество, которое испаряется при температуре выше 1450 °C.

## Получение
Один из наименее сложных способов — взаимодействие фосфорной и борной кислоты:
{\displaystyle {\mathsf {H_{3}BO_{3}+H_{3}PO_{4}\ {\xrightarrow {25-1200^{o}C}}\ BPO_{4}+3H_{2}O}}}
Растворимость полученного вещества в воде зависит от температуры, при которой проходила реакция.
В 2001 году также появились сообщения о гидротермальном и микроволновом синтезе.

## Применение
В органическом синтезе используется в качестве катализатора дегидратации.